# Pseuderemias mucronata
Pseuderemias mucronata — вид ящірок родини ящіркових (Lacertidae). Мешкає в Північно-Східній Африці.

## Поширення і екологія
Pseuderemias mucronata мешкають на узбережжі Червоного моря в Єгипті (на південь від гори Джебель-Ельба), Судані, Еритреї і Джибуті, а також на північному сході Ефіопії та на півночі Сомалі. Вони живуть в піщаних напівпустелях та в сухих саванах, порослих акаціями і чагарникам, трапляються на прибережних дюнах. Зустрічаються на висоті до 1500 м над рівнем моря. відкладають яйця.